# Bejrut
Bêjrut (arabsko بيروت, latinizirano: Bejrùt) je glavno mesto in obenem največje mesto v Libanonu. Z 2,1 milijona prebivalcev (s somestji) je tretje največje mesto v regiji Levant. Je mesto glavno pomorsko pristanišče države ter njeno gospodarsko, bančno in finančno središče.
Bejrut je bil naseljen že več kot 5000 let in je bil ena najvidnejših mestnih držav v Feniciji, zaradi česar je eno najstarejših mest na svetu (glej Berytus). Prvo zgodovinsko omembo Bejruta najdemo v Amarnskih pismih iz Novega egiptovskega kraljestva, ki segajo v 14. stoletje pr. n. št.
Bejrut je v letu 2009 gostil Frankofonske igre. Poleg državnih organov je v mestu sedež Organizacije arabskih zračnih prevoznikov in Gospodarske in socialne komisije za zahodno Azijo OZN. V Bejrutu sta tudi regionalna sedeža ILO in UNESCO za vse arabske države.

## Imena
Ime Bejrut je zgodnja transkripcija arabskega imena Bayrūt (بيروت). Prepis istega imena v francoščino je Beyrouth, ki se je včasih uporabljal med francoskim mandatom Libanona. Arabsko ime izhaja iz feničanskega bēʾrūt (𐤁𐤀‏𐤓𐤕‎ bʾrt). To je bila sprememba kanaanske in feničanske besede bīʾrōt, pozneje bēʾrūt, kar pomeni vodnjaki, glede na dostopno podzemno vodo na tem mestu. Ime je bilo prvič potrjeno v 14. stoletju pr. n. št., ko je bilo omenjeno v treh akadskih klinopisnih tablicah Amarna črk, pisem, ki jih je kralj Amunira iz Biruta poslal Amenhotepu III. ali Amenhotepu IV. iz Egipta. Biruta je bila omenjena tudi v Amarnskih pismih kralja Rib-Hadda iz Biblosa.
Grki so helenizirali ime kot Bērytós (starogrško Βηρυτός), ki so ga Rimljani latinizirali kot Berytus. Ko je dobilo status rimske kolonije, je bilo teoretično preustanovljeno in njegovo uradno ime je bilo spremenjeno v Colonia Iulia Augusta Felix Berytus, da bi vključevalo njegove cesarske sponzorje..
V času križarskih vojn je bilo mesto v francoščini znano kot Barut ali Baruth.

## Zgodovina
Najdbe dokazujejo prisotnost človeka že v paleolitiku, takrat še na dveh otokih, ki so ju naplavine reke Bejrut do danes spojile s kopnim. Nedavna izkopavanja ob povojni obnovi so potrdila, da je v bronasti dobi, v 19. in 18. stoletju pr. n. št. v bližini današnjega pristanišča že stala kanaanska naselbina. Najstarejša znana omemba mesta je na klinopisnih tablicah iz Tel Amarne (danes v Egiptu) iz zgodnjega 14. stoletja pr. n. št., ki dokazujejo tudi takratne tesne vezi z Biblosom. Naselbina se je že takrat imenovala Birût, kar je semitska beseda za vodnjak ali izvir. Spet po drugi teoriji pa je mesto dobilo ime po prvi kraljici.
V feničanskem obdobju je Bejrut kljub prednostni lokaciji ob vodnih virih in naravno zaščitenem pristanišču preživel v senci Sidona, Tira in Biblosa. O osvojitvi Alekdsandra Velikega ni nobenih znanih pisnih virov, zato pa je večkrat omenjeno v obdobju helenizma, ko se je imenovalo Laodicea v Kanaanu in tako bilo eno izmed petih mest v Selevkidskem cesarstvu, ki se je imenovalo po selevkidski kraljici Laodice.

### Rimsko obdobje
Razcvet mesta se je pričel v obdobju Rimljanov, ki se je pričelo s Pompejevo osvojitvijo leta 64 pr. n. št. V 14. pr. n. št., med vladavino Heroda Velikega, je Berit postal rimska kolonija, ena od štirih v Sirija-Feničanska regija in edina s polnimi italijanskimi pravicami (ius Italicum), ki je svoje državljane izvzela iz cesarskih davkov. Bejrut je veljal za najbolj rimsko mesto v vzhodnih provincah rimskega imperija.Avgust je mesto povzdignil v status kolonije, ga po svoji hčeri poimenoval Colonia Julia AugustaFelix Berytus in izročil v upravljanje svojemu zetu Vespazijanu Agripi. Na helenističnih temeljih je nastalo povsem novo mesto, sofinancirano tudi s prispevki judejskih kraljev, ki so se tako hoteli prikupiti Rimljanom. Cesar Avgust je v mestu Berytus ustanovil veterane dveh rimskih legij: V. legija Macedonica in III. legija Gallica. Konec 2. stoletja je Septimij Sever ustanovil slovito Pravno šolo, ki je tekmovala s podobnimi šolami v Atenah in Aleksandriji. Na njej sta se izšolala slovita rimska pravnika Papinijan in Ulpijan, ki sta sestavila zametke poznejšega Justinijanovega kodeksa, iz katerega izvira sodobni zahodni pravni sistem.
Leta 551 je Berytus prizadel močan potres, ki je povzročil veliko škodo. Potres je spremenil mesta ob obali v ruševine in ubil veliko, po nekaterih meritvah 30.000 samo v Berytusu. Posledično so bili študentje pravne fakultete premeščeni v Sidon.
Reševalna izkopavanja od leta 1993 so prinesla nove vpoglede v postavitev in zgodovino rimskega Berytusa. Javna arhitektura je vključevala več kopaliških kompleksov, ulic s stebrišči, cirkus in gledališče;  stanovanjska območja so bila izkopana v Vrtu odpuščanja, na Trgu mučenikov in Bejrutskih tržnicah.

### Srednji vek
Bejrut je bil cvetoče mesto tudi v času Bizantincev, ko je vlogo trgovskega središča še okrepil s tkanjem in trgovanjem s svilo, konec 4. stoletja je postal tudi sedež škofije. Zaton se je pričel leta 551, ko ga je porušil potres in spremljajoči plimnini valovi. Mesto je postalo relativno nepomembno pristanišče, kar je ostalo tudi po arabski osvojitvi leta 635 in skozi štiri stoletja arabske vladavine. 
Leta 1100 je mesto po dolgotrajnem obleganju zavzel križarski poveljnik Baldvin I. in v njem ustanovil sedež latinske škofije. Leta 1187 ga je zavzel Saladin, vendar ga je že 6 let zatem zasedel križarski kralj Cipra Amoury. Leta 1291 so ga osvojili mameluki in ga uspešno branili ob več poskusih zavzetja v 14. stoletju.

### Osmansko cesarstvo
Leta 1516 je mameluke premagal sultan Selim I. in Bejrut formalno priključil Otomanskemu imperiju, v resnici pa so upravljanje prepustili lokalnim vladarjem druzom. Eden od njih je bil Fahredin Al Maan II., ki je mestu povrnil del nekdanje slave. Ko se je leta 1618 vrnil iz izgnanstva v Toskani, si je v Bejrutu postavil rezidenco, vzpostavil trgovske stike z Benečani in drugimi evropskimi trgovci ter Bejrut določil za glavno pristanišče (poleg Sidona) za trgovanje s svilo s Šufa. Naslednji zlati trenutek za Bejrut je napočil v prvi polovici 19. stoletja v obdobju emirja Baširja Šihaba II. Vendar se je Bašir leta 1832 z egiptovskim pašo Ibrahimom Pašo povezal v protiturško koalicijo in v skrbi za svoje interese sta Turkom priskočili na pomoč Združeno kraljestvo in Avstrija. Združeno ladjevje teh držav je tako leta 1840 bombardiralo Bejrut, ki je bil po emirjevem postavljen pod neposredno osmansko vladavino. Pomen mu je znova začel rasti, ko je postal glavno pristanišče za trgovanje z Damaskom, ki so ga ravnokar odprli evropskim trgovcem. Po druzijskih pokolih sredi 19. stoletja in posledičnemu francoskemu izkrcanju se je vanj zateklo na tisoče maronitov in tako prispevalo pomemben delež k skokovitemu porastu prebivalstva v mestu, ki se je utrdilo kot poslovna prestolnica vzhodnega Sredozemlja.

#### Vilajet Bejrut
Leta 1888 je Bejrut postal glavno mesto vilajeta (guvernerstvo) v Siriji, vključno s sandžaki (prefekturami) Latakija, Tripoli, Bejrut, Aka in Beka. V tem času je Bejrut prerasel v svetovljansko mesto in imel tesne povezave z Evropo in Združenimi državami. Postal je tudi središče misijonarske dejavnosti, ki je ustvarila izobraževalne ustanove, kot je Ameriška univerza v Bejrutu. Izvoz svile v Evropo je začel prevladovati v lokalnem gospodarstvu, ki ga je britansko podjetje oskrbovalo z vodo, francosko pa plin. Potem ko so francoski inženirji leta 1894 vzpostavili sodobno pristanišče in leta 1907 železniško povezavo čez Libanon do Damaska in Alepa, so večino trgovine prepeljale francoske ladje v Marseille. Francoski vpliv na tem območju je kmalu presegel vpliv katere koli druge evropske sile. Encyclopædia Britannica iz leta 1911 poroča o populaciji, ki jo sestavlja 36.000 muslimanov, 77.000 kristjanov, 2500 Judov, 400 Druzov in 4100 tujcev. Na začetku 20. stoletja je bil Salim Ali Salam ena najvidnejših osebnosti v Bejrutu, saj je imel številne javne funkcije, vključno z bejrutskim poslancem v otomanskem parlamentu in predsednikom občine Bejrut. Glede na njegov sodoben način življenja je pojav Salima Alija Salama kot javne osebe pomenil preobrazbo v smislu družbenega razvoja mesta.

### Sodobnost
Med prvo svetovno vojno so britanske, francoske in ruske ladje blokirale bejrutsko pristanišče, kar je skupaj z naravnimi nesrečami pripeljalo do lakote. Leta 1916 je tako izbruhnil protiturški upor, ki je bil zadušen, kolovodje pa so na današnjem Trgu mučenikov obesili. 8. oktobra 1918 so v mesto vkorakale britanske čete, vendar so v skladu s tajnim dogovorom območje današnjega Libanona in Sirije prepustili Francozom. 25. aprila 1920 je s privoljenjem Društva narodov nastal francoski mandat Veliki Libanon z upravnim središčem v Bejrutu. Obdobju med obema svetovnima vojnama je bilo mirno in Bejrut si je utrdil položaj upravnega središča. Med 2. svetovno vojno so ga zasedle zavezniške enote in ga uporabljale za preskrbo celotne regije. Ob razglasitvi libanonske neodvisnosti in francoskem umiku leta 1946 je tudi formalno postal državna prestolnica.
Po izraelsko-arabskih vojnah od leta 1948 dalje so se v Bejrut zatekli številni palestinski begunci, ki v revščini še danes živijo v taboriščih v južnih predmestjih. Leta 1958 so se nasprotja med privrženci in nasprotniki Naserjevega panarabizma izrodila v državljansko vojno in v mestu se je izkrcalo okoli 15.000 ameriških marincev, ki so končali libanonsko krizo. Leta 1970, po izgonu iz Jordanije, se je v Bejrutu utaborila Arafatova PLO, ki je organizirala napade na Izrael ter v begunskih taboriščih vzpostavile države v državi. Ob izbruhu libanonske državljanske vojne je bil Bejrut eno glavnih žarišč spopadov in mesto se je vzdolž »zelene črte« (Damaščanska ulica) razdelilo na krščanski vzhodni in muslimanski zahodni del. Posamezne dele mesta so kontrolirale različne milice in v spopadih med njimi, dopolnjeni z bombardiranji izraelskih letal, sirsko zasedbo, Hezbolahovimi bombnimi napadi na tuja predstavništva in ugrabitvami tujcev so v mestu kljub posegom zahodnih vojsk (predvsem ameriške in francoske) in OZN terjale ogromno življenj in ogromno materialno škodo. Spopadi so se končali leta 1989 in leta 1991 so odpravili »zeleno črto«, ki vsemu navkljub še vedno ostaja v glavah prebivalcev. Po vojni je bil pod pokroviteljstvom nekdanjega premiera Rafika Haririja ustanovljen sklad za povojno obnovo, znan kot Solideré, ki mu je do danes uspelo v precejšnji meri obnoviti predvsem mestno središče okoli Trga mučenikov in trga Zvezda. Ob obnovitvenih delih so odkrili tudi nova arheološka najdišča, ki so razjasnila marsikaj o daljni zgodovini mesta.

## Geografija
Mesto leži približno na polovici libanonske obale Sredozemskega morja in je tako približno enako oddaljeno od Tira na skrajnem jugu in Tripolija na skrajnem severu države. Samo mesto leži na polotoku ob vznožju gorovja Libanon, kjer se ozka priobalna ravnica izteza v Sredozemsko morje. Skozi vzhodne dele predele mesta teče reka Bejrut (Nahr Beyrouth), katere izliv je v severni obali polotoka. Koordinate mesta so 33°54' severne zemljepisne širine in 35°31' vzhodne zemljepisne dolžine.

### Okoljska vprašanja
Libanon, zlasti Bejrut in njegova predmestja, je utrpel veliko krizo s smetmi, predvsem od julija 2015 do marca 2016. Težava se je začela, ko so oblasti zaprle glavno odlagališče odpadkov, ki je bilo prvotno uporabljeno za bejrutske smeti jugovzhodno od mesta, in niso zagotovile nobenih alternativne rešitve več mesecev. Posledično so se smeti kopičile na ulicah širšega Bejruta in povzročile izbruh protestov, ki so včasih zahtevali policijsko ukrepanje. Za to težavo so običajno krivili politične razmere v državi. Ta kriza s smetmi je rodila gibanje, imenovano "Smrdiš", ki je bilo usmerjeno proti državnim politikom. Marca 2016 je vlada končno pripravila tako imenovano začasno rešitev za vzpostavitev dveh novih odlagališč vzhodno in južno od mesta za shranjevanje smeti, medtem ko je več občin po vsej državi na potezo brez primere začelo reciklirati in ravnati z odpadki. učinkovito, gradnjo objektov za ravnanje z odpadki in zanašanje nase, ne pa na centralno vlado. Poleg tega ima Bejrut pomanjkanje zelenih površin s samo dvema glavnima javnima vrtovoma (sanayeh in horch Beirut). Pravzaprav betonske strehe pokrivajo 80 % površine glavnega mesta.

## Glavne znamenitosti in turizem
Odkar je vojna dokončno postala preteklost, je Bejrut čedalje bolj priljubljen turistični cilj tako med zahodnimi (med katerimi si znova pridobiva predvojni naziv »bližnjevzhodni Pariz«) kot tudi med turisti iz ostalih arabskih držav, ki jih privlači zelo liberalna ureditev glede na toge islamske zapovedi njihovih matičnih držav.
Osrednje okrožje Bejruta, pretežno namenjeno pešcem, je jedro bejrutske turistične scene. Okrožje je skupek stavb s kamnitimi fasadami, ki se vrstijo po arkadnih ulicah in radialnih uličicah. Arhitektura območja je mešanica francoske arhitekture in beneške gotske arhitekture, pomešane z arabsko in osmansko arhitekturo. Okrožje vsebuje številne stare mošeje in križarske cerkve ter odkrite ostanke in ruševine rimske dobe. V okrožju je na desetine restavracij, kavarn in pubov, pa tudi široko paleto nakupovalnih trgovin, predvsem v bejrutskih tržnicah. Visoki hoteli in stolpi se vrstijo ob okrožju New Waterfront, marina in obmorski promenadi.
Narodni muzej hrani obsežne arheološke zbirke iz celotnega Libanona. Stavbo južno od mestnega središča so zgradili v 1930-ih. Zaradi lege ob »zeleni črti« je bila med vojno močno poškodovana. Številne majhne eksponate so uspeli prenesti na varno, večje so pred spopadi shranili v kleti oz. jih zaščitili z betonskimi lupinami, tako da jih je večina preživela spopade. Po obsežni obnovi so ga leta 1999 znova odprli za javnost.
Druga priljubljena turistična destinacija v Bejrutu je Corniche Beirut, 4,8 km dolga promenada za pešce, ki obkroža obalo glavnega mesta od zaliva sv. Jurija na severu vse do Avenue de Paris in Avenue General de Gaulle južno od mesta. Corniche doseže svojo največjo višino nad morsko gladino v Raouchéju, stanovanjski soseski z visokimi stolpnicami, ki se dviga nad velikansko belo apnenčasto pečino in je obrnjena proti prepoznavnim obalnim skalam Raouché (»golobje skale«).
Mestno središče, znano kot Downtown, je med vojno utrpelo hude poškodbe, danes pa v veliki meri predstavlja vzorčni primer povojne obnove. Njegovo središče je trg Zvezda (fr. Place d'Étoile), med domačini znano tudi kot Nedžemah. V njem se stika več ulic, ki so jih uredili v pariškem slogu. Sredi trga stoji stolp z uro, ob njem pa stavba libanonskega državnega parlamenta, rimskokatoliška Stolnica sv. Elije in sv. Gregorja Razsvetlitelja in Maronitska stolnica sv. Jurija, ki izvira iz časov križarjev, v bližini je Mošeja Mohameda Al-Amina. Južno od obeh cerkva so ostanki rimskih kopališč, zahodno od trga pa stoji Veliki seraj, ki so ga leta 1890 zgradili Turki kot vojašnico in upravno stavbo, danes pa je v njem sedež več državnih ministrstev. Severno od trga Zvezda stoji mošeja Omari. Sredi 12. stoletja so križarji na mestu starejše bizantinske cerkve zgradili cerkev Janeza Krstnika, mameluki pa so jo po letu 1291 spremenili v mošejo. Vzhodno od Trga zvezda leži podolgovat in danes še neurejen Trg mučenikov, čez katerega je tekla »zelena črta«, leta 2005 pa je bil prizorišče obsežnih protisirskih demonstracij. Sredi trga stoji spomenik leta 1840 usmrčenim vodjem protiturškega upora, po katerih je tudi dobil ime. Ob jugozahodnem vogalu trga stoji mošeja Mošeja al-Amina, pred njo pa so leta 2005 na hitro uredili grob Rafika Haririja.

## Religija
Bejrut je eno najbolj raznolikih mest na Bližnjem vzhodu, saj si ga delijo kristijani (Maronitska cerkev, Grška pravoslavna cerkev, Armenska pravoslavna cerkev, Armenska katoliška cerkev, Rimskokatoliška cerkev ter protestanti), muslimani (suniti in šiiti) ter druzovska manjšina. Večina bejrutskih Judov je ob začetku vojne leta 1975 mesto zapustila in emigrirala v ZDA, kjer so se naselili pretežno v New Yorku, natančneje v Brooklynu. Bejrut je bil med libanonsko državljansko vojno razdeljen na muslimanski zahodni Bejrut in krščanski vzhodni Bejrut.
- Cerkev svetega Jurija Maronita in mošeja Mohameda Al-Amina druga ob drugi v središču Bejruta
- Stolnica sv. Elije in sv. Gregorja Razsvetitelja v središču Bejruta
- Grška pravoslavna stolnica svetega Jurija v središču Bejruta
- Sinagoga Maghen Abraham v središču Bejruta

## Visoke šole in univerze
Bejrut je sedež enaindvajsetih univerz, med njimi Ameriška univerza v Bejrutu, Libanonska ameriška univerza (prva ženska visoka šola na Bližnjem vzhodu), Université de Saint-Joseph, Hagazijanska univerza, Libanonska univerza, Ameriška znanstveno tehnična visoka šola in Bejrutska arabska univerza.

## Znani Bejrutčani
Slavni sinovi Bejruta so igralec Keanu Reeves, pevka Mika, pisatelj Elias Khoury, vodja Hezbolaha Hassan Nasrallah in nogometaš Youssef Mohamad.

## Pobratena mesta
- Grčija: Atene
- Francija: Pariz
- Armenija: Erevan
- Kuvajt: Kuvajt
- Francija: Marseille
- Združeni arabski emirati: Dubaj
- Francija: Lyon
- Rusija: Moskva
- Kanada: Québec
- Irak: Bagdad
- Palestina: Vzhodni Jeruzalem
- Sirija: Damask
- ZDA: Los Angeles
- Turčija: Carigrad